# Stummes Zeichen (Riesengebirge)

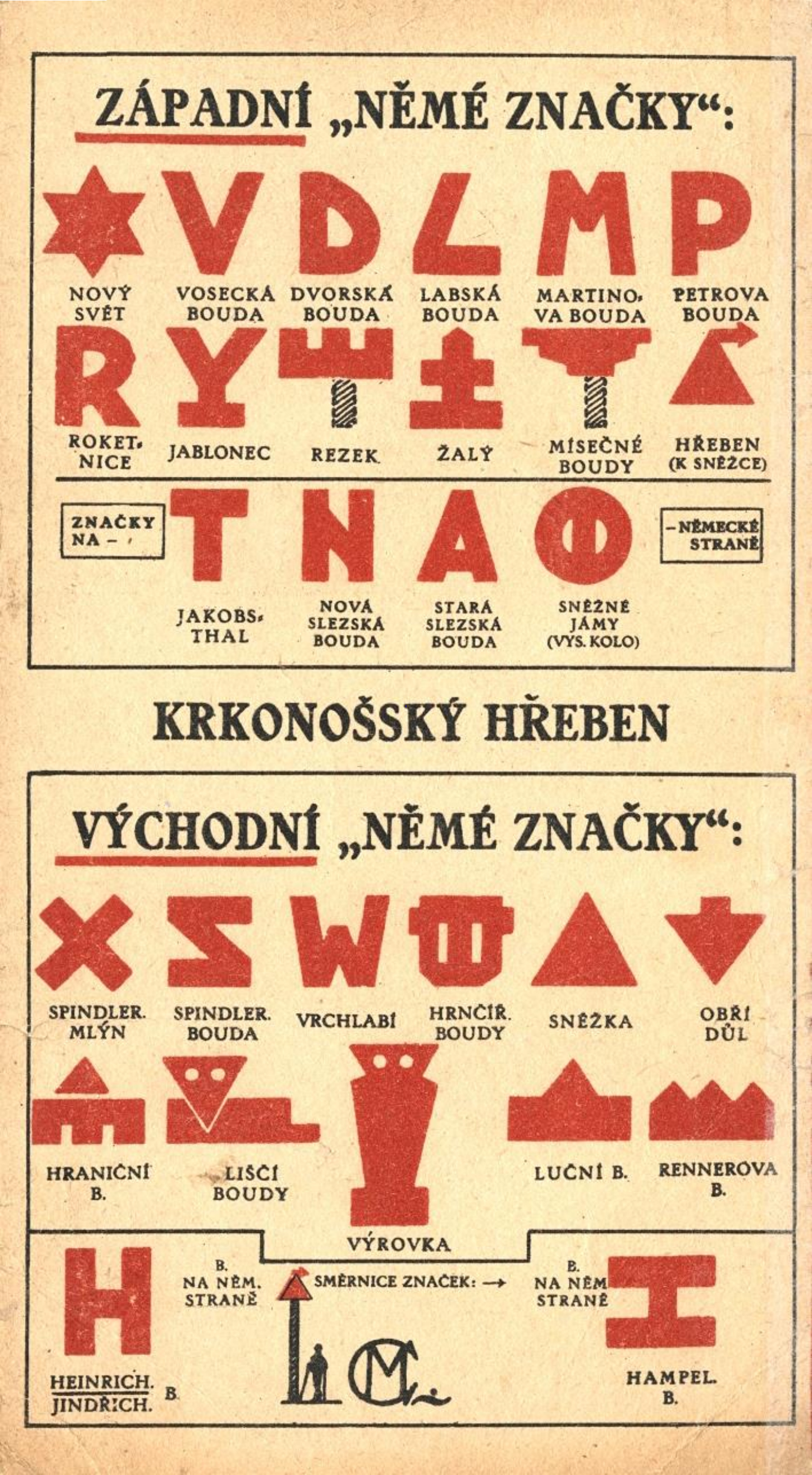
Original-Satz der Němé značky von 1923 mit Muttichs Monogramm (Krkonošský hřeben= Riesengebirgskamm, západní=westlich, východní=östlich, značky na německé straně=Zeichen auf der (damals) deutschen (heute polnischen) Seite)

Die Stummen Zeichen, tschechisch Němé značky oder auch Muttichovka genannt, sind rot lackierte Orientierungszeichen aus Blech, die heute hauptsächlich im tschechischen Teil des Riesengebirges zur Wegmarkierung verwendet werden. Die Schilder sind meist an Schneeleitstangen befestigt, die vielfach entlang der Wege aufgestellt sind.

## Entstehung
Der tschechische Maler und Illustrator Kamil Vladislav Muttich (1873–1924), der selbst ein begeisterter Skiläufer war, entwickelte die Piktogramme, um die touristische Beschilderung auf sinnvolle und zweckmäßige Weise zu ergänzen und so die Sicherheit in der oft unwirtlichen Natur, besonders im Winter, zu verbessern. Die Abbildung links hat er selbst zur Vorstellung seiner Erfindung und Demonstration ihrer Nützlichkeit angefertigt.
Die einfachen Zeichen erkennt man auch bei widrigsten Witterungsbedingungen – bei Frost, starkem Wind und dichtem Nebel. Selbst stärkster Raureif macht sie nicht unkenntlich. Eines der ursprünglichen Ziele war es auch, zwischen den deutschen und den tschechoslowakischen Behörden zu vermitteln, die sich darüber gestritten hatten, welche Sprache in beiden Ländern als Wegweiser verwendet werden sollte. Die gewählte Bezeichnung „Stumme Zeichen“ verdeutlicht die Sprachneutralität. Im Winter 1923/24 wurden die ersten Exemplare an den meistfrequentierten Stellen im Riesengebirge von Harrachov bis Janské Lázně angebracht. Bei ihrer Einführung gab es zunächst insgesamt 29 Symbole, die wichtige Bergbauden, Gipfel, Siedlungen und andere Örtlichkeiten darstellten.
Ihre Bedeutung ist meist gut verständlich, wie es z. B. einen Henkelkrug als Symbol für die Töpferbauden (Hrnčířské boudy) zeigt. Bei manchen Zeichen erschließt sich der Sinn jedoch nicht auf den ersten Blick. So ist nicht sofort klar, warum Muttich für die Berghütte Černá bouda unter dem Gipfel des Černá hora (Schwarzenberg oder Spiegelkoppe) einen Rhombus wählte. Wenn man aber weiß, dass die Berghütte ursprünglich Schwarzschlagbaude hieß, kann man erkennen, dass damit der begrenzte Bereich der Rodungsfläche gemeint ist.

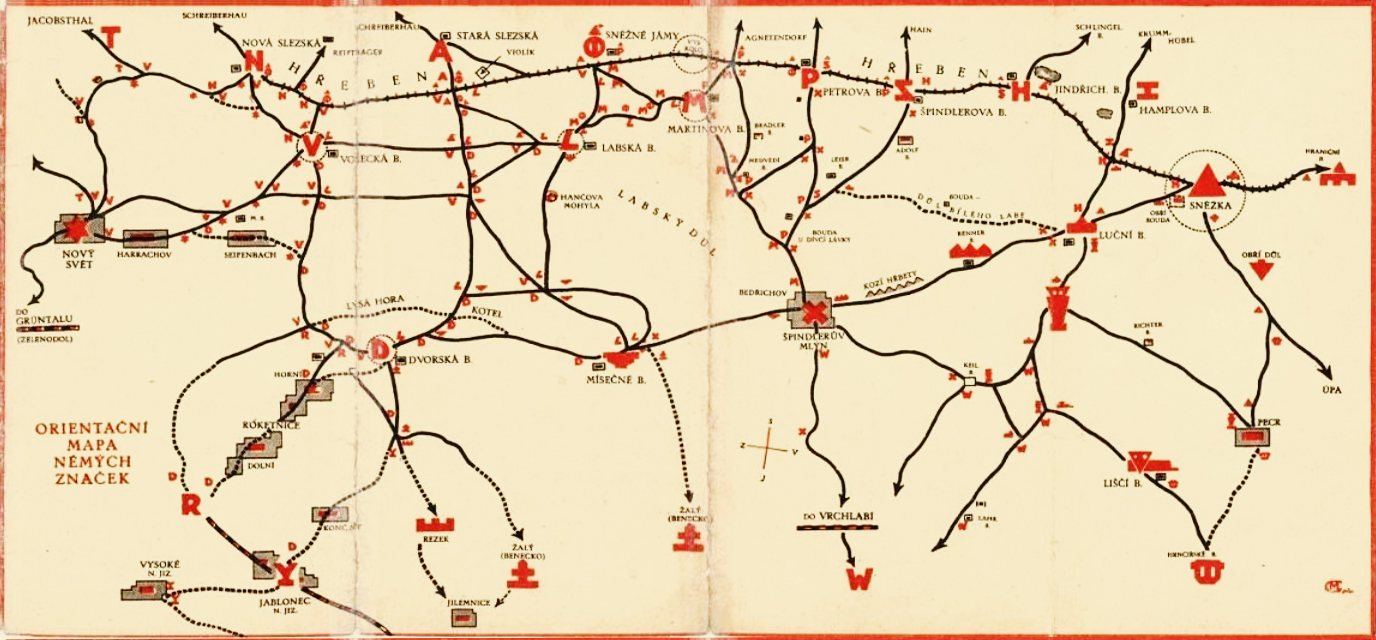
Muttichs Karte von 1923 mit all seinen 29 Zeichen

Im Laufe der Zeit wurden die Zeichen weiterentwickelt. Manche aus Muttichs Originalsammlung, wie z. B. der Fuchs für den Liščí hora wurden noch stärker vereinfacht. Einige haben ihre Bedeutung geändert, wie etwa der sechszackige Stern, der früher für Nový Svět (Neuwelt) stand. Andere sind aus verschiedenen Gründen verschwunden. Dazu zählt auch das sehr sinnfällige Zeichen für die Bergbaude Výrovka (Tannenbaude), die auch unter dem Spitznamen Geiergucke bekannt ist. Und schließlich wurden neue Zeichen hinzugefügt. 
|                   |            |                   |
| Wiesenbaude (alt) | Bergkamm 0 | Wiesenbaude (neu) |

Bemerkenswert ist auch die Entwicklung des Symbols für die Luční bouda (Wiesenbaude). Ihr Zeichen sah ursprünglich wie ein gleichschenkliges solides Dreieck aus mit einem breiteren Rechteck an der Basis und ähnelte damit dem Zeichen für den Grat des Schlesischen Kamms, der durch ein gleichschenkliges gefülltes Dreieck dargestellt ist. Bei schlechtem Wetter konnte man die beiden Bilder leicht verwechseln. Deshalb wurde das Symbol für die Wiesenbaude einfach auf den Kopf gestellt.
6 von Muttichs 29 Zeichen wiesen zu einem Ort, der damals auf deutschem (na německé straně) – heute polnischem – Gebiet liegt. Interessanterweise gab es jedoch nie ein Zeichen für die markante von weitem sichtbare Baude auf dem Reifträger (1922 errichtet). Auf polnischem Gebiet liegend und von den Schildern ausgewiesen sind heute nur noch die Schneegruben. 

## Liste der Stummen Zeichen

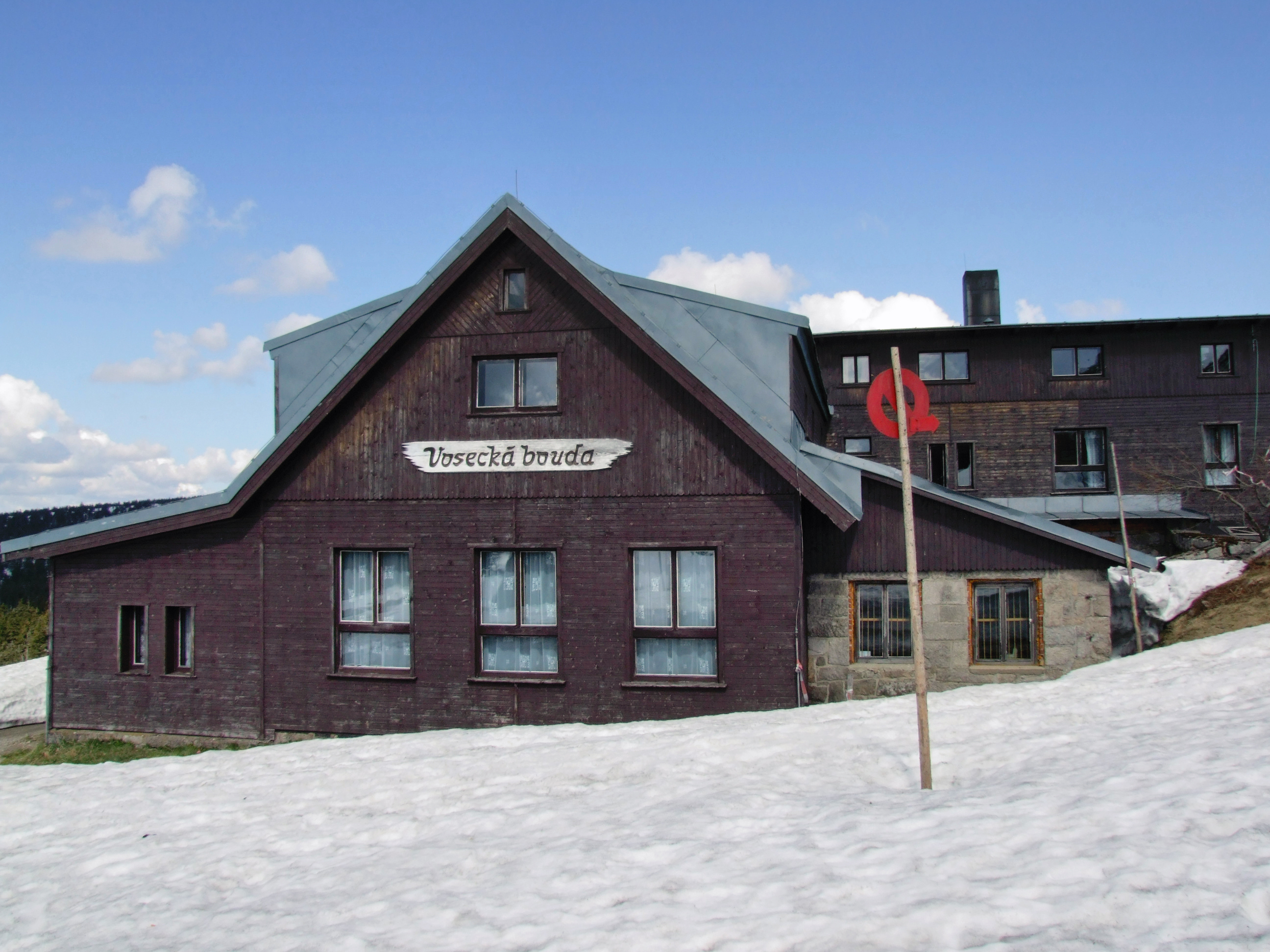
Zeichen für die Schneegruben auf einer Stange vor der Wosseckerbaude

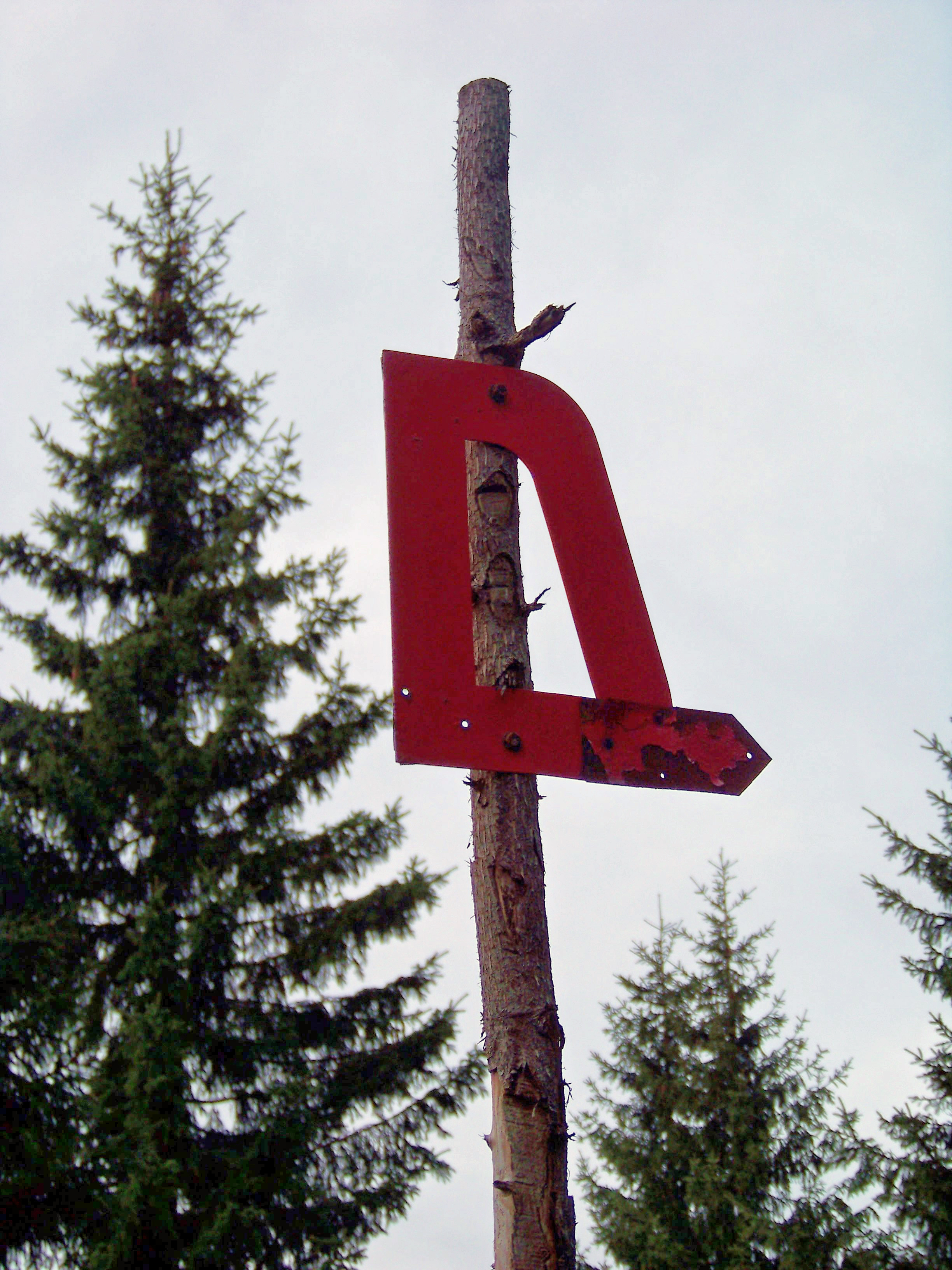
D für Dvoračky

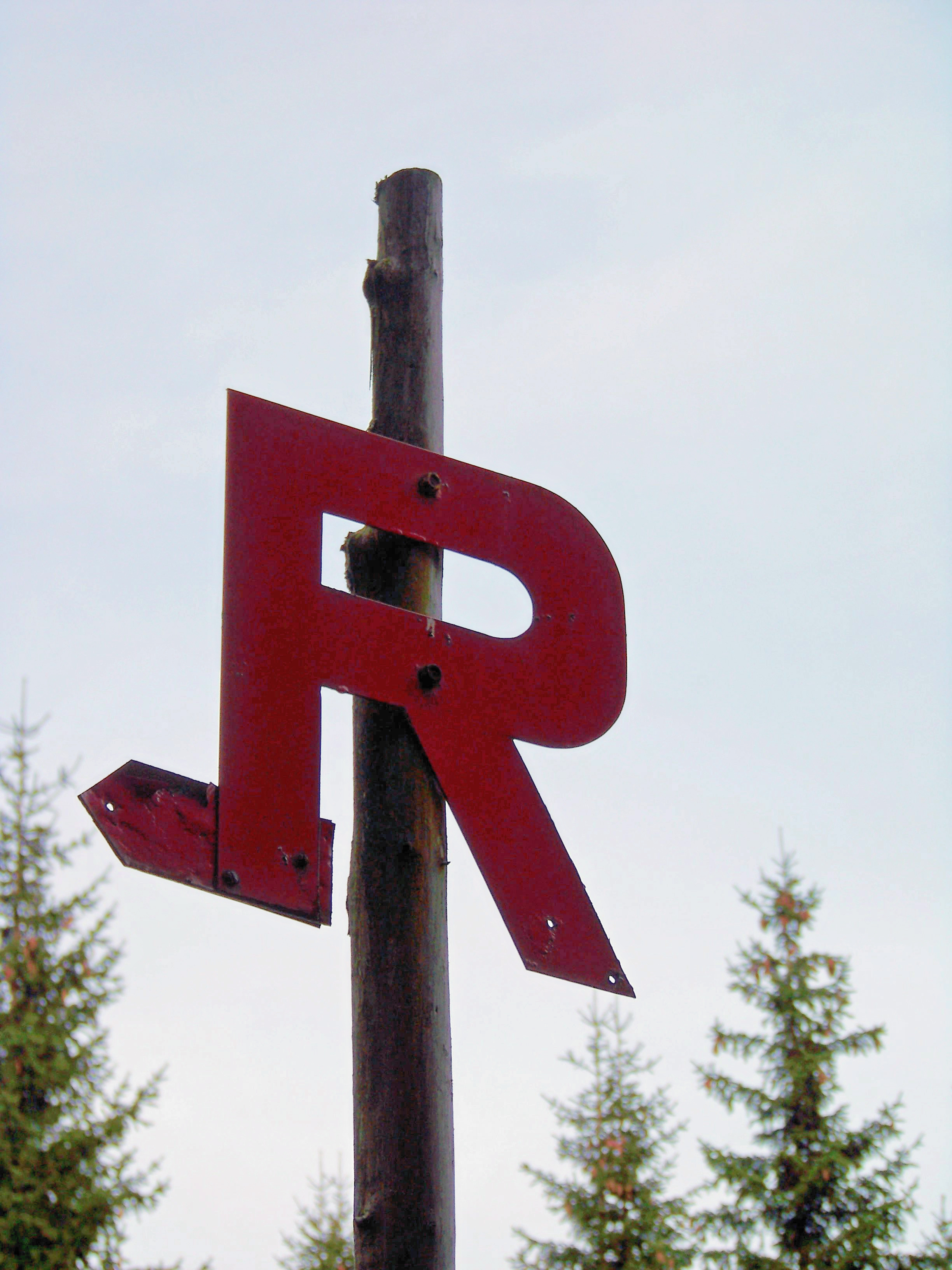
R für Rokytnice nad Jizerou

Die nachfolgende Liste enthält alle der insgesamt 31 gegenwärtig verwendeten Zeichen (Stand 2017). 7 von Muttichs Zeichen wurden ausgemustert. Von den 22 verbliebenen wurden 6 verändert, 16 blieben unverändert. 9 Zeichen kamen neu hinzu, wobei fünf davon (, , ,  und ) im Dreieck Pec-Žacléř-Janské Lázně liegen und somit das ursprüngliche Verbreitungsgebiet von Muttichs Zeichen nach Südosten erweitern (die übrigen vier neuen Zeichen , ,  und  liegen im „alten“ Kartenausschnitt).
| Zeichen | Bedeutung                                | Bedeutung                        | Bedeutung      | Beschreibung                                                                               | Status      |
|         | Tschechisch                              | Deutsch                          | Typ            |                                                                                            |             |
| ------- | ---------------------------------------- | -------------------------------- | -------------- | ------------------------------------------------------------------------------------------ | ----------- |
|         | Benecko (orig. Žalý)                     | Benetzko                         | Siedlung       | Kreuz mit Spitze oben auf einem liegenden Balken                                           | original    |
|         | U Bílého Labe                            | Weißwasserbaude                  | Baude          | Schale oder Halbkreis, oben offen                                                          | neu         |
|         | Černá bouda                              | Schwarzschlagbaude               | Baude          | Umriss eines Quadrats, auf die Spitze gestellt                                             | neu         |
|         | Dvoračky                                 | Hofbaude                         | Baude          | der Buchstabe D, stilisiert mit geraden Balken                                             | original    |
|         | Harrachov (orig. Nový Svět)              | Harrachsdorf (orig. Neuwelt)     | Siedlung       | Stern, sechszackig (Symbol für den Glanz des Kristallglases der dortigen Glashütten)       | original    |
|         | hřeben                                   | Bergkamm                         | Bergkamm       | Dreieck, gefüllt                                                                           | original    |
|         | Hrnčířské Boudy                          | Töpferbauden                     | Baude          | Umriss eines Bechers                                                                       | vereinfacht |
|         | Jablonec nad Jizerou                     | Jablonetz                        | Siedlung       | der Buchstabe Y auf einem liegenden Balken                                                 | original    |
|         | Janské Lázně                             | Johannisbad                      | Siedlung       | Vogelkralle oder Fichtenzweig                                                              | neu         |
|         | Klínové Boudy                            | Keilbauden                       | Baude          | der Buchstabe K                                                                            | neu         |
|         | Labská bouda                             | Elbfallbaude                     | Baude          | der Buchstabe L mit leicht schrägem stehenden Balken                                       | original    |
|         | Lahrovy Boudy                            | Lahrbauden                       | Baude          | der Buchstabe Y, auf den Kopf gestellt                                                     | neu         |
|         | Liščí hora (orig. Liščí boudy)           | Fuchsberg                        | Berg           | Fuchs, stilisiert                                                                          | vereinfacht |
|         | Lučiny                                   | Hartmannsgrün                    | Siedlung/Baude | der Buchstabe B für den deutschen Ortsnamen Bodenwiesbauden                                | neu         |
|         | Luční bouda                              | Wiesenbaude                      | Baude          | Dreieck, gleichschenklig, auf die Spitze gestellt mit einem die Basis überkragenden Balken | gedreht     |
|         | Martinova bouda                          | Martinsbaude                     | Baude          | der Buchstabe M                                                                            | original    |
|         | Mísečky                                  | Schüsselbauden                   | Baude          | Stufenpyramide, auf den Kopf gestellt                                                      | vereinfacht |
|         | Pec pod Sněžkou                          | Petzer                           | Siedlung       | Pilz oder Regenschirm                                                                      | neu         |
|         | Petrova bouda                            | Peterbaude                       | Baude          | der Buchstabe P                                                                            | original    |
|         | Pomezní Boudy (orig. Hraniční boudy)     | Grenzbauden                      | Baude          | der Buchstabe E, um 90° nach rechts gedreht                                                | vereinfacht |
|         | Rezek                                    | Jerusalem                        | Siedlung       | der Buchstabe E, um 90° nach links gedreht                                                 | original    |
|         | Rokytnice nad Jizerou                    | Rochlitz an der Iser             | Siedlung       | der Buchstabe R                                                                            | original    |
|         | Rýchorská bouda (früher Rennerova bouda) | Rehornbaude (früher Rennerbaude) | Baude          | drei nebeneinander stehende Hausgiebel                                                     | original    |
|         | Sněžka                                   | Schneekoppe                      | Berg           | Umriss eines gleichseitigen Dreiecks (früher ausgefülltes Dreieck wie Bergkamm)            | detailliert |
|         | Sněžné jámy bzw. Vysoké Kolo             | Schneegruben bzw. Hohes Rad      | Tal/Berg       | Kreis mit vertikalem Durchmesser                                                           | original    |
|         | Špindlerova bouda                        | Spindlerbaude                    | Baude          | der Buchstabe Z, gespiegelt                                                                | original    |
|         | Špindlerův Mlýn                          | Spindlermühle                    | Siedlung       | der Buchstabe X oder ein Kreuz (Symbol einer Wegkreuzung)                                  | original    |
|         | Úpa                                      | Aupa                             | Siedlung/Fluss | ein rechtwinkliges U mit senkrechtem Strich darunter, oder ein rechtwinkliges Y            | neu         |
|         | Vosecká bouda                            | Wosseckerbaude                   | Baude          | der Buchstabe V                                                                            | original    |
|         | Vrchlabí                                 | Hohenelbe                        | Siedlung       | der Buchstabe W                                                                            | original    |
|         | Žacléř                                   | Schatzlar                        | Siedlung       | der Buchstabe Z                                                                            | neu         |

1. ↑  Das Zeichen mit den drei Hausgiebeln hat sich zwar nicht verändert, wird jetzt aber für die Rýchorská bouda (Rehornbaude) verwendet, früher für die Rennerova bouda (Rennerbaude). Beide Orte liegen ca. 15 km Luftlinie voneinander entfernt.

### Liste der ausgemusterten Stummen Zeichen
Insgesamt sind 7 Zeichen ausgemustert worden: 
| Zeichen | Bedeutung           | Bedeutung               | Bedeutung | Beschreibung             | Status                                                   |
|         | Tschechisch         | Deutsch                 | Typ       |                          |                                                          |
| ------- | ------------------- | ----------------------- | --------- | ------------------------ | -------------------------------------------------------- |
|         | Jakobsthal          | Jakobsthal              | Siedlung  | der Buchstabe T          | ausgemustert, liegt auf polnischer Seite                 |
|         | Nová slezská bouda  | Neue Schlesische Baude  | Baude     | der Buchstabe N          | ausgemustert, liegt auf polnischer Seite                 |
|         | Stará slezská bouda | Alte Schlesische Baude  | Baude     | der Buchstabe A          | ausgemustert, liegt auf polnischer Seite                 |
|         | Jindřich bouda      | Prinz-Heinrich-Baude    | Baude     | der Buchstabe H          | ausgemustert, liegt auf polnischer Seite, niedergebrannt |
|         | Hamplova bouda      | Hampelbaude             | Baude     | der Buchstabe H, liegend | ausgemustert, liegt auf polnischer Seite                 |
|         | Obří důl            | Riesengrund             | Tal       | Pfeil nach unten         | ausgemustert                                             |
|         | Výrovka             | Tannenbaude, Geiergucke | Baude     | ein stilisierter Geier   | ausgemustert                                             |